# 皮茨伯勒 (北卡羅萊納州)
皮茨伯勒（英語：Pittsboro）是一個位於美國北卡羅萊納州查塔姆縣的城鎮。同時該地也是查塔姆縣的縣治。

## 人口
根據2020年美國人口普查的數據，皮茨伯勒的面積為14.29平方千米，當中陸地面積為14.21平方千米，而水域面積為0.08平方千米。當地共有人口4537人，而人口密度為每平方千米317人。